# Marilyn Bailey Ogilvie
Marilyn Bailey Ogilvie (22 de marzo de 1936) es una historiadora de la ciencia estadounidense conocida especialmente por su trabajo sobre la historia de las mujeres en la ciencia. Enseñó en la Universidad Bautista de Oklahoma antes de convertirse en curadora de las Colecciones de Historia de la Ciencia y profesora en la Universidad de Oklahoma. Actualmente es Curadora Emérita, Colecciones de Historia de la Ciencia y Profesora Emérita del departamento de Historia de la Ciencia en dicha universidad.